# Paravulsor
Paravulsor là một chi nhện trong họ Ctenidae.